# Smic, Smac, Smoc
Smic, Smac, Smoc is een Franse filmkomedie uit 1971 onder regie van Claude Lelouch.

## Verhaal
Drie dokwerkers zijn onafscheidelijke vrienden. Wanneer een van hen wil trouwen, gaan ze met zijn vieren zonder geld op huwelijksreis in de omgeving van Saint-Tropez.

## Rolverdeling
| Acteur              | Personage           |
| ------------------- | ------------------- |
| Catherine Allégret  | Catherine           |
| Amidou              | Smoc                |
| Jean Duguay         |                     |
| Charles Gérard      | Smic                |
| Jean Collomb        | Smac                |
| Arlette Gordon      | Prostituee          |
| Francis Lai         | Blinde accordeonist |
| Pierre Uytterhoeven | Pompbediende        |